# 七飯町立大中山中学校
七飯町立大中山中学校（ななえちょうりつおおなかやまちゅうがっこう）は、北海道亀田郡七飯町の大中山3丁目291番地にある、町立の中学校である。

## 概要
- 校舎は3階建て、特別教室は2階建てとなっている。
- 校舎と特別教室は渡り廊下でつながっている。
- 校舎1階が3年生の教室、校舎2階が2年生の教室、校舎3階が1年生の教室となっている。

## 沿革
- 1947年（昭和22年） -　開校
- 1982年（昭和57年） -　新校舎落成
- 1997年（平成9年） -　創立50周年記念式典開催

## 学校行事
- 4月 1学期始業式、入学式
- 5月 校内体育大会（年によっては6月初旬に行われることもある）
- 6月 期末試験、中体連大会
- 7月 1学期終業式
- 8月 2学期始業式
- 9月 遠足(1年)、宿泊研修(2年)、修学旅行(3年)、山中祭
- 10月 中間試験
- 11月 期末試験
- 12月 2学期終業式
- 1月 3学期始業式、学年末テスト(3年)
- 2月 新入生説明会、新入生体験入学
- 3月 卒業式、修了式

## 通学地域
- 全域七飯町である。
- 基本的には大中山小学校と同様である。

大川、大中山、大川（字）、大中山（字）、中野、中島、豊田

## 教育目標
『豊かな人間性を育てる』
- 誠実な人間（つよく）
- 社会性に富んだ人間（あたたかく）
- 創造性豊かな人間（ゆたかな）